# Ши Синъюй
Ши Синъюй (кит. упр. 施幸余, пиньинь Shī Xìngyú, ютпхин: si1 hang6jyu4, 5 мая 1988) — гонконгская пловчиха, призёрка чемпионата Азии и Азиатских игр.
Родилась в 1988 году в Гонконге. В 2004 году приняла участие в Олимпийских играх в Афинах, но стала лишь 39-й на дистанции 200 м вольным стилем, и 32-й — на дистанции 100 м баттерфляем. В 2012 году завоевала серебряную и пять бронзовых медалей чемпионата Азии, но на Олимпийских играх в Лондоне стала лишь 23-й на дистанции 200 м вольным стилем. В 2013 году завоевала серебряную медаль чемпионата мира. В 2014 году завоевала три бронзовых медали Азиатских игр.